# عشبة الربو

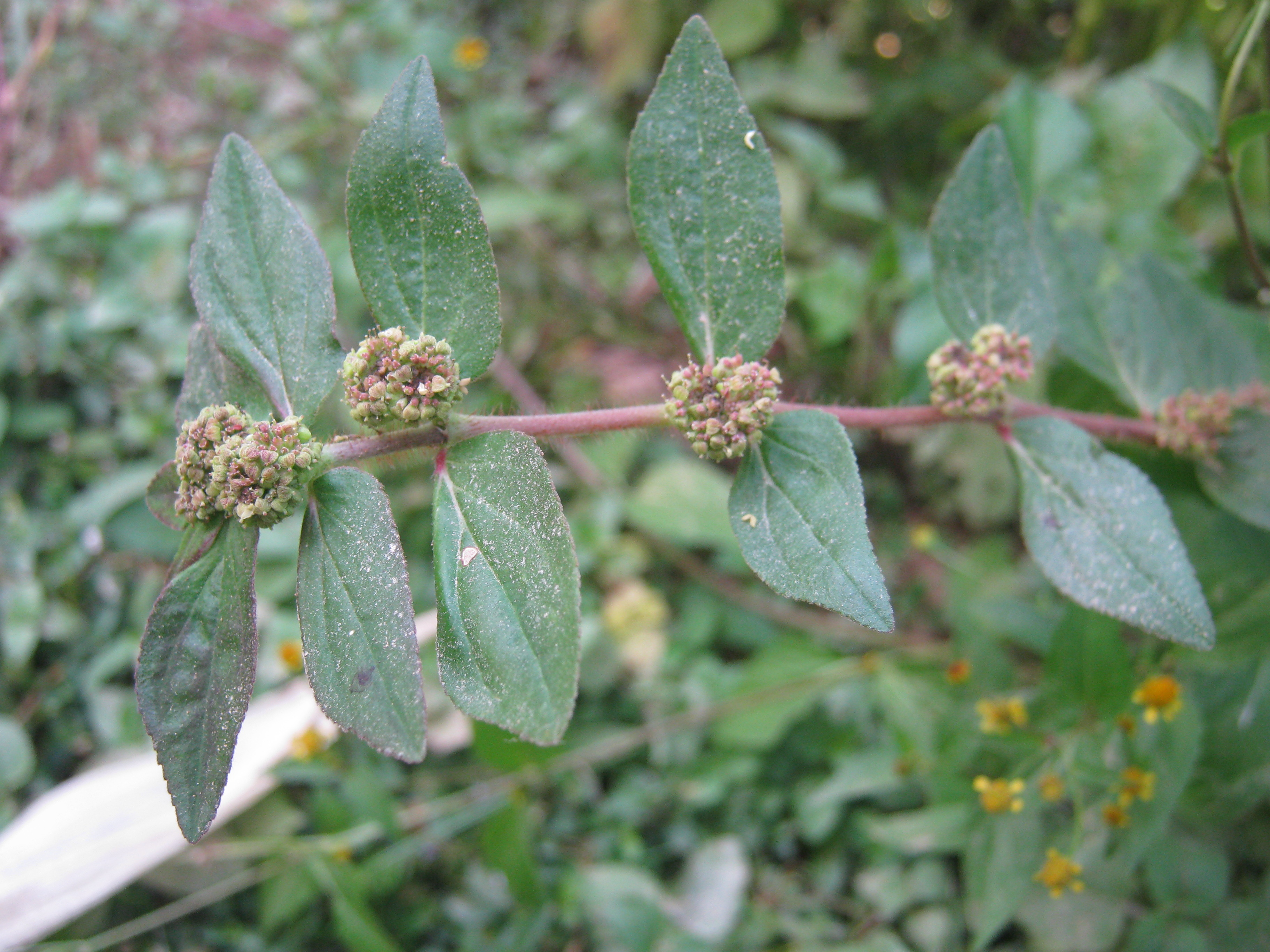
يوربيا هيرتا في وادي بانتشكال

نبتة الربو أو أوفوربيا (بالاتينية: Euphorbia hirta) وهي عشب مداري، على الأرجح موطنها الهند. وهو عشب مشعر ينمو في المراعي المفتوحة وجوانب الطرق. وغالبا ما يُستخدم في طب الأعشاب التقليدية.

## في علم النبات
يمكن أن تنمو هذه العشبة الحولية رأسيا أو أفقيا حتى 60 سم (24 بوصة) ولها ساق مشعر صلب يُنتج اللاتكس الأبيض بكثرة. وبها ورقية مزدوجة. الأوراق بسيطة، وبيضاوية الشكل، ومشعرة (على كل من الأسطح العلوية والسفلية ولكن بشكل خاص على الأوردة على سطح الورقة السفلي). تخرج الأوراق في أزواج متقابلة على الجذع. الزهور ثنائية الجنس Gonochorism، وتوجد في النورة الزهرية في كل عقدة ورقة. وهي تفتقر إلى الالبتلات وعادة ما تكون على الساق. الفاكهة عبارة عن كبسولات ذات ثلاثة صمامات وتنتج بذور حمراء صغيرة مستطيلة ذات أربعة جوانب. ولها جذر وتدي.

## روابط خارجية
- PROTA4U: يوفبيا هيرتا